# Monteils (Gard)
Monteils ist eine Gemeinde im französischen Département Gard in der Verwaltungsregion Okzitanien. Sie gehört zum Arrondissement Alès und zum Kanton Alès-3. Nachbargemeinden sind Méjannes-lès-Alès im Nordwesten, Mons im Norden, Saint-Just-et-Vacquières im Nordosten, Saint-Hippolyte-de-Caton und Euzet im Südosten, Saint-Étienne-de-l’Olm im Süden, Deaux im Südwesten und Saint-Hilaire-de-Brethmas im Westen. 

## Bevölkerungsentwicklung

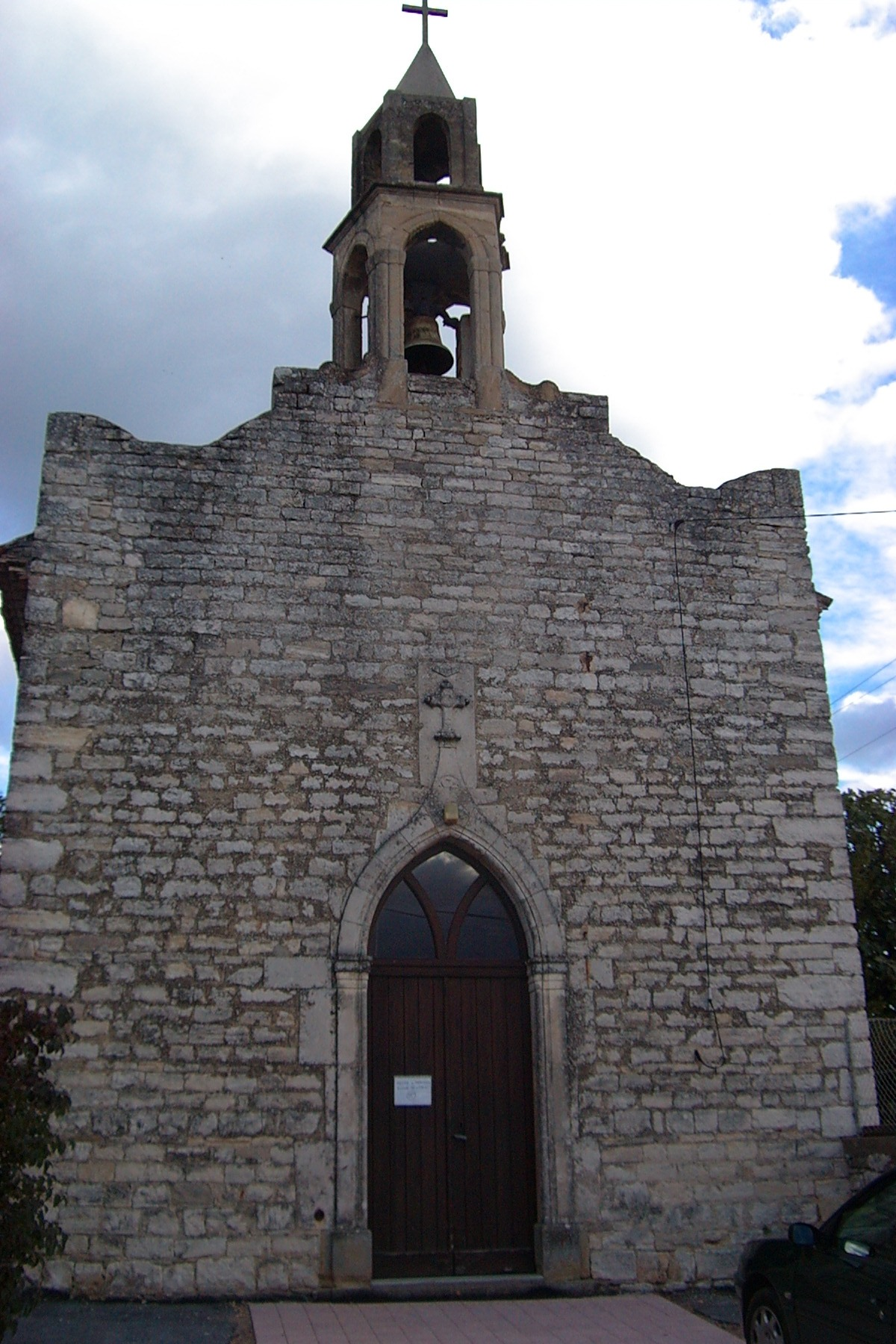
Kirche Saint-Sauveur

| Jahr      | 1962 | 1968 | 1975 | 1982 | 1990 | 1999 | 2008 | 2017 |
| --------- | ---- | ---- | ---- | ---- | ---- | ---- | ---- | ---- |
| Einwohner | 106  | 106  | 142  | 200  | 324  | 399  | 595  | 656  |